# In viaggio con Adele
In viaggio con Adele è un film commedia del 2018 diretto da Alessandro Capitani.
La pellicola ha per protagonisti Alessandro Haber, Sara Serraiocco e Isabella Ferrari.

## Trama
Adele è una ragazza pugliese tranquilla e speciale. Libera da freni e inibizioni, indossa solo un pigiama rosa con le orecchie da coniglio, non si separa mai da un gatto immaginario e colora il suo mondo di Post-it, dove scrive tutto quello che le passa per la testa.
Cinico e ipocondriaco, Aldo è un attore di teatro che, appoggiato da Carla - sua agente, amica e occasionale compagna di letto - si trova alla vigilia della sua ultima grande opportunità nel mondo del cinema.
L'improvvisa morte della mamma di Adele sconvolge i piani di Aldo che scopre solo ora di essere il papà della ragazza. Con il compito di dirle la verità e l'intento di liberarsene, Aldo parte con Adele risalendo dalla Puglia su una vecchia Saab 9000 cabrio per affrontare un viaggio dalla meta incerta: una nonna scorbutica, una zia avida, un fidanzato misterioso.
Accomunati dalla solitudine e dal bisogno di amore, i due si scopriranno poco a poco, inaspettatamente, un padre e una figlia.

## Produzione
Le riprese del film si sono svolte dall'11 settembre al 10 ottobre 2017. Il film è stato girato tra Ascoli Satriano, Foggia, Lucera, San Nicandro Garganico, Zapponeta, Torre Mileto e Borgo Mezzanone.
Prodotto da Isabella Cocuzza e Arturo Paglia, il film è una produzione Italian International Film con Rai Cinema, ed è stato realizzato con il sostegno della Regione Lazio e con il fondo regionale per il cinema e l'audiovisivo, con il contributo di Regione Puglia Unione Europea POR FESR e Apulia Film Commission l’impiego di 29 lavoratori pugliesi.

## Distribuzione
Il film è stato presentato in anteprima alla Festa del Cinema di Roma nella sezione Pre-aperture il 17 ottobre 2018. La pellicola è uscita nelle sale cinematografiche il 17 ottobre 2018 distribuito da Vision Distribution.

### Festival
- 2018 - Festa del Cinema di Roma [3]
  - Preapertura
- 2018 - Foggia Film Festival [5]
  - Selezione ufficiale